# Prunella (chi chim)
Prunella là một chi chim trong họ Prunellidae.
Các loài trong chi phân bố ở lục địa Á-Âu.

## Các loài
- Prunella collaris (Scopoli, 1769)
- Prunella himalayana (Blyth, 1842)
- Prunella rubeculoides (Moore, 1854)
- Prunella strophiata (Blyth, 1843)
- Prunella montanella (Pallas, 1776)
- Prunella ocularis (Radde, 1884)
- Prunella fagani (Ogilvie-Grant, 1913)
- Prunella fulvescens (Severtzov, 1873)
- Prunella atrogularis (Brandt, 1844)
- Prunella koslowi (Przewalski, 1887)
- Prunella modularis (Linnaeus, 1758)
- Prunella rubida (Temminck & Schlegel, 1848)
- Prunella immaculata (Hodgson, 1845)[2][3]